# Campionati svizzeri di sci alpino 2001
I Campionati svizzeri di sci alpino 2001 si svolsero a Melchsee-Frutt e a Sankt Moritz dal 24 marzo al 1º aprile. Il programma incluse gare di discesa libera, supergigante, slalom gigante, slalom speciale e combinata, tutte sia maschili sia femminili.
Oltre agli sciatori svizzeri, poterono concorrere al titolo anche gli sciatori di nazionalità liechtensteinese, mentre gli atleti delle altre federazioni, pur prendendo parte alle competizioni, potevano ottenere solo prestazioni valide ai fini del punteggio FIS.

## Risultati

### Uomini

#### Discesa libera
| Pos. | Atleta               | Nazione       | Tempo   |
| ---- | -------------------- | ------------- | ------- |
| 1    | Silvano Beltrametti  | Svizzera      | 1:28,85 |
| 2    | Ambrosi Hoffmann     | Svizzera      | 1:29,88 |
| 3    | Franco Cavegn        | Svizzera      | 1:30,12 |
| 4    | Paul Accola          | Svizzera      | 1:30,38 |
| 5    | Jürgen Hasler        | Liechtenstein | 1:30,42 |
| 6    | Didier Défago        | Svizzera      | 1:30,45 |
| 7    | Rolf von Weissenfluh | Svizzera      | 1:30,49 |
| 8    | Didier Cuche         | Svizzera      | 1:30,58 |
| 9    | Daniel Züger         | Svizzera      | 1:30,61 |
| 10   | Luca Cattaneo        | Italia        | 1:30,84 |

Data: 27 marzo

Località: Sankt Moritz

#### Supergigante
| Pos. | Atleta               | Nazione       | Tempo   |
| ---- | -------------------- | ------------- | ------- |
| 1    | Silvano Beltrametti  | Svizzera      | 1:19,74 |
| 2    | Paul Accola          | Svizzera      | 1:20,05 |
| 3    | Franco Cavegn        | Svizzera      | 1:20,17 |
| 4    | Ambrosi Hoffmann     | Svizzera      | 1:20,23 |
| 5    | Christophe Saioni    | Francia       | 1:20,49 |
| 6    | Steve Locher         | Svizzera      | 1:20,76 |
| 7    | Jürgen Hasler        | Liechtenstein | 1:20,80 |
| 8    | Rolf von Weissenfluh | Svizzera      | 1:20,83 |
| 9    | Didier Cuche         | Svizzera      | 1:20,85 |
| 10   | Marco Büchel         | Liechtenstein | 1:20,89 |

Data: 28 marzo

Località: Sankt Moritz

#### Slalom gigante
| Pos. | Atleta               | Nazione       | Tempo   |
| ---- | -------------------- | ------------- | ------- |
| 1    | Michael von Grünigen | Svizzera      | 1:54,45 |
| 2    | Marco Büchel         | Liechtenstein | 1:55,21 |
| 3    | Thomas Geisser       | Svizzera      | 1:55,34 |
| 4    | Paul Accola          | Svizzera      | 1:55,76 |
| 5    | Beni Hofer           | Svizzera      | 1:56,01 |
| 6    | Tobias Grünenfelder  | Svizzera      | 1:56,23 |
| 7    | Andrea Zinsli        | Svizzera      | 1:56,37 |
| 8    | Martin Marinac       | Austria       | 1:56,56 |
| 9    | Ambrosi Hoffmann     | Svizzera      | 1:56,72 |
| 10   | Ronald Stampfer      | Austria       | 1:56,86 |

Data: 31 marzo

Località: Melchsee-Frutt

#### Slalom speciale
| Pos. | Atleta               | Nazione       | Tempo   |
| ---- | -------------------- | ------------- | ------- |
| 1    | Michael von Grünigen | Svizzera      | 1:34,67 |
| 2    | Urs Imboden          | Svizzera      | 1:35,08 |
| 3    | Martin Marinac       | Austria       | 1:35,21 |
| 4    | Markus Ganahl        | Liechtenstein | 1:35,27 |
| 5    | Reinfried Herbst     | Austria       | 1:35,32 |
| 6    | Roger Zweifel        | Svizzera      | 1:35,36 |
| 7    | Daniel Défago        | Svizzera      | 1:35,41 |
| 8    | Marco Casanova       | Svizzera      | 1:35,57 |
| 9    | Pierre Egger         | Austria       | 1:35,67 |
| 10   | Andrea Zinsli        | Svizzera      | 1:35,87 |

Data: 1º aprile

Località: Melchsee-Frutt

#### Combinata
| Pos. | Atleta           | Nazione  |
| ---- | ---------------- | -------- |
| 1    | Paul Accola      | Svizzera |
| 2    | Didier Défago    | Svizzera |
| 3    | Ambrosi Hoffmann | Svizzera |

### Donne

#### Discesa libera
| Pos. | Atleta             | Nazione  | Tempo   |
| ---- | ------------------ | -------- | ------- |
| 1    | Corinne Rey-Bellet | Svizzera | 1:33,71 |
| 2    | Ruth Kündig        | Svizzera | 1:34,64 |
| 3    | Monika Dumermuth   | Svizzera | 1:34,68 |
| 4    | Sylviane Berthod   | Svizzera | 1:34,90 |
| 5    | Martina Schild     | Svizzera | 1:35,09 |
| 6    | Marilyn Sterchi    | Svizzera | 1:35,18 |
| 7    | Tanja Pieren       | Svizzera | 1:35,22 |
| 8    | Ella Alpiger       | Svizzera | 1:35,28 |
| 9    | Tamara Müller      | Svizzera | 1:35,30 |
| 10   | Carmen Casanova    | Svizzera | 1:35,45 |

Data: 27 marzo

Località: Sankt Moritz

#### Supergigante
| Pos. | Atleta             | Nazione     | Tempo   |
| ---- | ------------------ | ----------- | ------- |
| 1    | Corinne Rey-Bellet | Svizzera    | 1:23,41 |
| 2    | Tamara Müller      | Svizzera    | 1:25,18 |
| 3    | Monika Dumermuth   | Svizzera    | 1:25,28 |
| 4    | Sibylle Murer      | Svizzera    | 1:25,95 |
| 5    | Sylviane Berthod   | Svizzera    | 1:26,30 |
| 6    | Chemmy Alcott      | Regno Unito | 1:26,96 |
| 7    | Martina Schild     | Svizzera    | 1:26,99 |
| 7    | Marilyn Sterchi    | Svizzera    | 1:26,99 |
| 9    | Catherine Borghi   | Svizzera    | 1:27,25 |
| 10   | Corinne Imlig      | Svizzera    | 1:27,26 |

Data: 28 marzo

Località: Sankt Moritz

#### Slalom gigante
| Pos. | Atleta               | Nazione       | Tempo   |
| ---- | -------------------- | ------------- | ------- |
| 1    | Sonja Nef            | Svizzera      | 2:09,62 |
| 2    | Corinne Rey-Bellet   | Svizzera      | 2:10,66 |
| 3    | Lilian Kummer        | Svizzera      | 2:11,86 |
| 4    | Petra Zakouřilová    | Rep. Ceca     | 2:12,94 |
| 5    | Birgit Heeb          | Liechtenstein | 2:12,98 |
| 6    | Marlies Oester       | Svizzera      | 2:13,66 |
| 7    | Ella Alpiger         | Svizzera      | 2:14,96 |
| 8    | Tanya Bühler         | Svizzera      | 2:15,02 |
| 9    | Fränzi Aufdenblatten | Svizzera      | 2:15,12 |
| 10   | Tamara Schädler      | Liechtenstein | 2:15,21 |

Data: 24 marzo

Località: Melchsee-Frutt

#### Slalom speciale
| Pos. | Atleta            | Nazione       | Tempo   |
| ---- | ----------------- | ------------- | ------- |
| 1    | Sonja Nef         | Svizzera      | 1:39,04 |
| 2    | Petra Zakouřilová | Rep. Ceca     | 1:39,37 |
| 3    | Ines Zenhäusern   | Svizzera      | 1:40,40 |
| 4    | Lilian Kummer     | Svizzera      | 1:41,79 |
| 5    | Diana Fehr        | Liechtenstein | 1:42,44 |
| 6    | Rabea Grand       | Svizzera      | 1:43,18 |
| 7    | Katja Jossi       | Svizzera      | 1:43,36 |
| 8    | Tamara Schädler   | Liechtenstein | 1:43,64 |
| 9    | Xavière Fournier  | Svizzera      | 1:44,30 |
| 10   | Tanya Bühler      | Svizzera      | 1:44,59 |

Data: 25 marzo

Località: Melchsee-Frutt

#### Combinata
| Pos. | Atleta       | Nazione  |
| ---- | ------------ | -------- |
| 1    | Ella Alpiger | Svizzera |
| 2    | Tanya Bühler | Svizzera |
| 3    | Ruth Kündig  | Svizzera |